# Rosario Gagliardi
Rosario Gagliardi (1698 - 1762) va ser un arquitecte nascut a Siracusa, Sicília. Va ser un dels principals arquitectes que va treballar en el barroc sicilià.
Malgrat no haver abandonat mai l'illa, la seva obra mostra un gran coneixement de l'estil, que va desenvolupar partint de la influència de Bernini. Quan s'analitza el seu disseny de l'església de Sant Jordi a Modica, i la basílica amb cúpula de Sant Jordi a Ragusa (dissenyada el 1738, construïda entre 1744 i 1766) sembla increïble que mai hagi viatjat fora de Sicília. La forma en la qual es va desenvolupar el barroc sicilià es deu parcialment a l'èxit del seu treball. Es considera que aquests edificis van ser els prototips per a totes les altres esglésies de la regió. Gagliardi va ser també responsable d'altres diverses esglésies i palazzi a Noto i d'altres llocs de l'illa.